# Lowell Hastings
Lowell W. „Count“ Hastings (* 4. März 1916 in Newark, New Jersey; † 1. Juli 1993) war ein US-amerikanischer Jazz- und Rhythm-&-Blues-Musiker (Tenorsaxophon).

## Leben und Wirken
Hastings war ab den späten 1930er-Jahren in der New Yorker Jazzszene aktiv; erste Aufnahmen entstanden 1939 mit den Savoy Dictators („Rhythm and Bugs“ (Savoy Records), mit Alfred „Chippy“ Outcalt, Clem Moorman, Al Henderson und Bobby Plater). In den folgenden Jahren spielte er bei Tiny Bradshaw (1944), Bob Merrill (1947) und wirkte bei Aufnahmen von Sarah Vaughan mit („I Cover the Waterfront“). 1948 nahm er unter eigenem Namen für das Label Gotham die Titel „Begin the Beguine“ und „Candid Yam“ auf; bei einer weiteren Session Anfang 1950 mit Cliff Smalls, Keter Betts und Shep Shepherd entstanden Nummern wie „Minor in the Diner“, „Diga Digo Doo“ und „She’s Funny That Way“, blieben aber zunächst unveröffentlicht.
Ab 1949 arbeitete er bei Earl Bostic, Panama Francis, Illinois Jacquet, Lucky Millinder, Bull Moose Jackson, Louis Jordan, Sammy Lowe, Sy Oliver und Louis Metcalf, ferner als Begleitmusiker von Vokalisten wie Annie Laurie, Varetta Dillard, Ace Harris, Wynonie Harris, Connee Boswell, Little Willie John, Bobbie & Ronald, Earl King, Big John Greer, Jerry Dorn, Joe Medlin und Jimmy Witherspoon. 1958 erschien eine EP von King Curtis und Count Hastings mit Leroy Kirkland’s Hi-Flyers: „The Battle for the Beat“ (RCA Victor). Im Bereich des Jazz war er zwischen 1939 und 1959 an 55 Aufnahmesessions beteiligt. mit Tiny Bradshaw schrieb er die Nummer „Salt Lake City Bounce“.